# Molestia molesta
Molestia molesta is een spinnensoort in de taxonomische indeling van de hangmatspinnen (Linyphiidae).
Het dier behoort tot het geslacht Molestia. De wetenschappelijke naam van de soort werd voor het eerst geldig gepubliceerd in 1995 door Tao, Li & Zhu.